# Julian Richards (director)
Julian Richards (Newport 1 de juliol de 1968) és un director de cinema gal·lès. Està associat amb l'era de la cultura i les arts Cool Cymru a Gal·les.

## Biografia
Julian Richards va néixer a Newport, Gal·les del Sud, on el seu pare era propietari de la botiga de bricolatge Handiland. Inspirat per la carrera d'actriu de Hollywood del seu oncle Rex Richards, Julian va decidir convertir-se en director de cinema i va produir diversos curtmetratges en súper 8 mm, inclosos The Curse of Cormac, Gang War, Evil Inspirations i The Girl That Cried Wolf que va ser emès per la BBC al "16 and Up Video Showcase".
A Newport, Julian va assistir a la St Julian's Comprehensive School i al Gwent College of Higher Education, on va estudiar Art & Design Foundation. El 1985 va assistir a l'escola de cinema del Bournemouth and Poole College of Art on va dirigir dos curtmetratges de súper 8 "Time" i "Infanticide" i dos curtmetratges de 16 mm  Pirates i Queen Sacrifice. Pirates va guanyar el premi Starting Out al Celtic Media Festival 1988 i Queen Sacrifice va guanyar el Premi de televisió Thames a la millor pel·lícula de ficció a la BP Expo–Festival de curtmetratges britànics de 1990 abans de ser emès a Screenplay Firsts. El 1988, Richards va assistir a la National Film and Television School a Beaconsfield, on va ser convidat a dirigir In with the Rent per a BBC Wales i A Week in the Life un documental sobre un pastor de bestiar per a S4C. El 1992, Richards es va graduar a l'NFTS amb el curt de 16 mm Bad Company, emès a ITV Wales i seleccionat per presentar-se a AFI Fest a Los Angeles.
i dotze episodis del sabó de Channel 4 Brookside , inclosos els episodis del cos sota el pati.
L'any 1996, va escriure i dirigir el seu primer llargmetratge Darklands, una història inquietant de paganisme subterrani protagonitzada per Jon Finch, Craig Fairbrass i Rowena. Rei. Un dels favorits del festival que va guanyar diversos premis, com ara el Melies D'Argent a la millor pel·lícula fantàstica europea 1997, Darklands va ser distribuïda per Pathé. La pel·lícula forma part de l'era cultural a Gal·les identificada com a Cool Cymru. Richards va seguir amb Silent Cry protagonitzada per Emily Woof, Douglas Henshall, Frank Finlay, Kevin Whately, Clive Russell i Craig Kelly, un thriller urbà que es va estrenar al Regne Unit a Canal 5.
El 2003, Richards es va expandir a la producció cinematogràfica, establint Prolific Films a través de la qual va produir i dirigir l'emocionant de micro-pressupost The Last Horror Movie, que va guanyar setze premis, inclòs el millor llargmetratge del Regne Unit al Raindance Film Festival i el Méliès D'Argent a la millor pel·lícula fantàstica europea 2005. Aquest video-diari d'un assassí en sèrie va ser estrenat als Estats Units per Fangoria i al Regne Unit per Tartan Films.
El 2006 Richards va produir i dirigir el thriller coming-of-age thriller Summer Scars que va guanyar dos premis BAFTA Cymru i va ser nominat a la millor pel·lícula. Summer Scars va ser llançat a Amèrica del Nord per TLA Releasing i al Regne Unit per Soda Pictures. El 2008, Richards va dirigir Charles Dickens's England amb Sir Derek Jacobi, un documental sobre la vida de l'autor del segle xix, que va ser estrenat al Regne Unit per Guerilla Films abans de ser emès. de Sky Television. El 2011 Richards va dirigir Shiver, un terror psicològic protagonitzat per Danielle Harris, John Jarratt, Casper Van Dien i Rae Dawn Chong, que es va estrenar a Amèrica del Nord. per Image Entertainment.
Richards també és fundador d'una empresa de venda de pel·lícules, Jinga Films.

## Filmografia
- Reborn (2018) – Director
- Shiver (2012) – Director
- Charles Dickens's England (2009) – Director
- Summer Scars (2007) – Director, productor, coguionista
- The Last Horror Movie (2003) – Director, productor, coguionista
- Silent Cry (2002) – Director
- Darklands (1997) – Director, guionista

### Filmografia de Jinga
- Replace (2017)
- Our Evil (a.k.a. Mal Nosso) (2017)
- Freddy Eddy (2016)
- The Night Of The Virgin (2016)
- Tonight She Comes (2016)
- Love Is Thicker Than Water (2016)
- Beyond The Gates (2016)
- Lost Solace (2016)
- Through The Shadow (2016)
- The Rift (2016)
- Atroz (a.k.a. Atrocious) (2015)
- My Honor Was Loyalty (2015)
- Worry Dolls (2015)
- The Lesson (2015)
- Night Of The LIving Deb (2015)
- Last Girl Standing (2015)
- Scherzo Diabolico (2015)
- Hellions" (2015)
- Fear Clinic (2015)
- Luna Del Miel (a.k.a. Honeymoon) (2015)
- Francesca (2015)
- Feed The Devil (2015)
- La Cara Del Diablo (a.k.a. Face Of The Devil) (2015)
- La Entitad (a.k.a. The Entity) (2015)
- The Dead 2 (2014)
- La Casa Del Fin De Los Tiempos (a.k.a. The House t The End Of Time) (2014)
- The Nesting (a.k.a. Apparition) (2014)
- The Canal (2014)
- Blood Moon (2014)
- Deadly Virtues (2014)
- Drones (2013)
- AB Negative (2013)
- Goldberg And Eisenburg (2013)
- On Tender Hooks (2013)
- The House with 100 Eyes (2013)
- Para Elisa (2013)
- The Human Race (2013)
- Hansel And Gretel Get Baked (2012)
- After (2012)
- Sawney: Flesh Of Man (a.k.a. Lord Of Darkness) (2012)
- Tulpa (2012)
- Closed Circuit Extreme (2012)
- Rites Of Spring (2011)
- The Dead (2011)
- Midnight Son (2011)
- Bad Meat (2011)
- Ghetta Life (2011)
- Face To Face (2011)
- Cherry (2011)
- Gandu (2011)
- Rabies (a.k.a. Kalavet) (2010)
- Bedways (2010)
- The Bunny Game (2010)
- A Serbian Film (2010)
- Iron Doors (2010)
- The Hunt (2010)
- Timer (2009)
- Shadow (2009)
- Gnaw (2009)
- Salvage (2009)
- The Disappeared (2009)
- Hush Your Mouth (2008)
- Exodus (2008)
- Summer Scars (2006)
- Outlanders (2007)
- Jetsam (2007)
- Everything (2005)
- Wild Country (2005)
- Evilenko (2004)
- The Last Horror Movie (2003)
- Silent Cry (2002)
- Darklands (1997)